# (17250) Genelucas
(17250) Genelucas (2000 GW122) – planetoida z pasa głównego asteroid okrążająca Słońce w ciągu 4,69 lat w średniej odległości 2,8 j.a. Odkryta 11 kwietnia 2000 roku.